# Будуслеу (комуна)
Будуслеу (рум. Buduslău) — комуна у повіті Біхор в Румунії. До складу комуни входять такі села (дані про населення за 2002 рік):
- Албіш (965 осіб)
- Будуслеу (1004 особи) — адміністративний центр комуни

Комуна розташована на відстані 443 км на північний захід від Бухареста, 44 км на північний схід від Ораді, 122 км на північний захід від Клуж-Напоки.

## Населення
За даними перепису населення 2002 року у комуні проживали 1969 осіб.
Національний склад населення комуни:
| Національність | Кількість осіб | Відсоток |
| -------------- | -------------- | -------- |
| угорці         | 1861           | 94,5%    |
| цигани         | 77             | 3,9%     |
| румуни         | 28             | 1,4%     |
| українці       | 2              | 0,1%     |
| німці          | 1              | 0,1%     |

Рідною мовою назвали:
| Мова       | Кількість осіб | Відсоток |
| ---------- | -------------- | -------- |
| угорська   | 1934           | 98,2%    |
| румунська  | 29             | 1,5%     |
| циганська  | 3              | 0,2%     |
| українська | 2              | 0,1%     |
| німецька   | 1              | 0,1%     |

Склад населення комуни за віросповіданням:
| Релігія        | Кількість осіб | Відсоток |
| -------------- | -------------- | -------- |
| реформати      | 1874           | 95,2%    |
| римо-католики  | 45             | 2,3%     |
| православні    | 31             | 1,6%     |
| баптисти       | 11             | 0,6%     |
| греко-католики | 8              | 0,4%     |